# Scarlett Souren
Scarlett Souren (* 4. Dezember 2003) ist eine niederländische Radrennfahrerin, die auf der Straße aktiv ist.

## Sportlicher Werdegang
Als Juniorin war Souren Mitglied der Nationalmannschaft und startete wiederholt im UCI Women Junior Nations’ Cup, blieb aber ohne zählbaren Erfolg. Nach dem Wechsel in die U23 fuhr sie in der Saison 2022 zunächst weiter für den WV Schindel, mit dem sie bei Rennen des nationalen Kalenders sechs Siege und weitere Podiumsplatzierungen erzielen konnte. International war der fünfte Platz beim Omloop van Borsele ihr wertvollstes Ergebnis. Zur Saison 2023 wurde sie Mitglied im damaligen UCI Women’s Continental Team Parkhotel Valkenburg. Bei der Erstaustragung des Egmont Cycling Race Women in der Saison 2023 verpasste sie als Zweite noch knapp ihren ersten Sieg bei einem UCI-Rennen. 
2024 hatte Souren ihren internationalen Durchbruch. Nach mehreren Podiumsplatzierungen erzielte sie im Juni mit dem Gewinn der letzten Etappe der Tour de Pologne Women ihren ersten Sieg auf internationaler Ebene. Es folgten Siege beim Grote Prijs Yvonne Reynders und beim Prolog zum Giro della Toscana Femminile. Bei den Europameisterschaften wurde sie Vize-Europameisterin im Straßenrennen der U23 hinter ihrer Mannschaftskameradin aus Nationalmannschaft und Team Sofie van Rooijen.

## Erfolge
2024
- eine Etappe Tour de Pologne Women
- eine Etappe Giro della Toscana Femminile
- Grote Prijs Yvonne Reynders
- Europameisterschaften – Straßenrennen (U23)
- Nachwuchswertung Tour of Chongming Island

2025
- Midwest Cycling Classic
- Argenta Classic